# Veronika Honkasalo
Veronika Honkasalo, född 7 juli 1975 i Villmanstrand, är en finländsk sociolog och politiker (Vänsterförbundet). Hon är ledamot av Finlands riksdag sedan 2019.
Honkasalo blev invald i riksdagen i riksdagsvalet 2019 med 5 846 röster från Helsingfors valkrets. Hon omvaldes i riksdagsvalet 2023 med 6 100 röster från Helsingfors valkrets.